# Mount Nicholas
Mount Nicholas (in Chile Monte Nicolás II) ist ein 1465 m (nach Angaben des UK Antarctic Place-Names Committee 1350 m) hoher Berg im Nordosten der westantarktischen Alexander-I.-Insel. Er ragt 9 km südsüdwestlich des Kap Brown auf und bildet den nördlichen Ausläufer der Douglas Range.
Erstmals gesichtet und grob kartiert wurde er 1909 bei der Fünften Französischen Antarktisexpedition (1908–1910) unter der Leitung Jean-Baptiste Charcots, der den Berg in irrtümlicher Annahme, es handele sich um eine Insel, fälschlich als Ile Nicolas II nach dem russischen Zar Nikolaus II. (1868–1918) benannte. Nach der Auswertung von Luftaufnahmen, die 1937 bei der British Graham Land Expedition (1934–1937) unter der Leitung des australischen Polarforschers John Rymill entstanden, änderte sich die Benennung gleichfalls irrtümlich in Kap Nicholas, und dies für einen 42 km weiter nordnordwestlich gelegenen Ausläufer des Mount Calais. Erst durch Vermessungsarbeiten des Falkland Islands Dependencies Survey im Jahr 1948 konnte die ursprünglich von Charcot benannte Insel als Berg identifiziert werden.